# Выпуклое метрическое пространство

Иллюстрация выпуклого метрического пространства.

Выпуклые метрические пространства интуитивно определяются как метрические пространства с таким свойством, что любой «отрезок», который соединяет две точки этого пространства, содержит другие точки, кроме своих концов.

## Определение
Рассмотрим метрическое пространство (X, d) и пусть x и y — две точки в X. Точка z в X находится между x и y, если все три точки попарно различны, и
{\displaystyle d(x,z)+d(z,y)=d(x,y),}
то есть неравенство треугольника превращается в равенство. Выпуклое метрическое пространство — метрическое пространство (X, d), такое, что для любых двух различных точек x и y в X, существует третья точка z in X, лежащая между x и y.

### Замечания
Метрическая выпуклость:
- не влечёт за собой выпуклости в обычном смысле для подмножеств евклидова пространства (см. пример рациональных чисел)
- не влечёт за собой связности (см. пример рациональных чисел)
- не влечёт за собой геодезической выпуклости (англ.) римановых многообразий (например, можно рассмотреть евклидово пространство с вырезанным замкнутым диском).

## Примеры
- Евклидовы пространства, то есть обычное трёхмерное пространство и его аналоги для остальных измерений, являются выпуклыми метрическими пространства. Если нам даны две произвольные различные точки {\displaystyle x} и {\displaystyle y} в таком пространстве, множество всех точек {\displaystyle z}, удовлетворяющих вышеуказанному «равенству треугольника», образует отрезок между {\displaystyle x} и {\displaystyle y,} который всегда содержит точки, отличные от {\displaystyle x} и {\displaystyle y.} На самом деле, он содержит континуум точек.

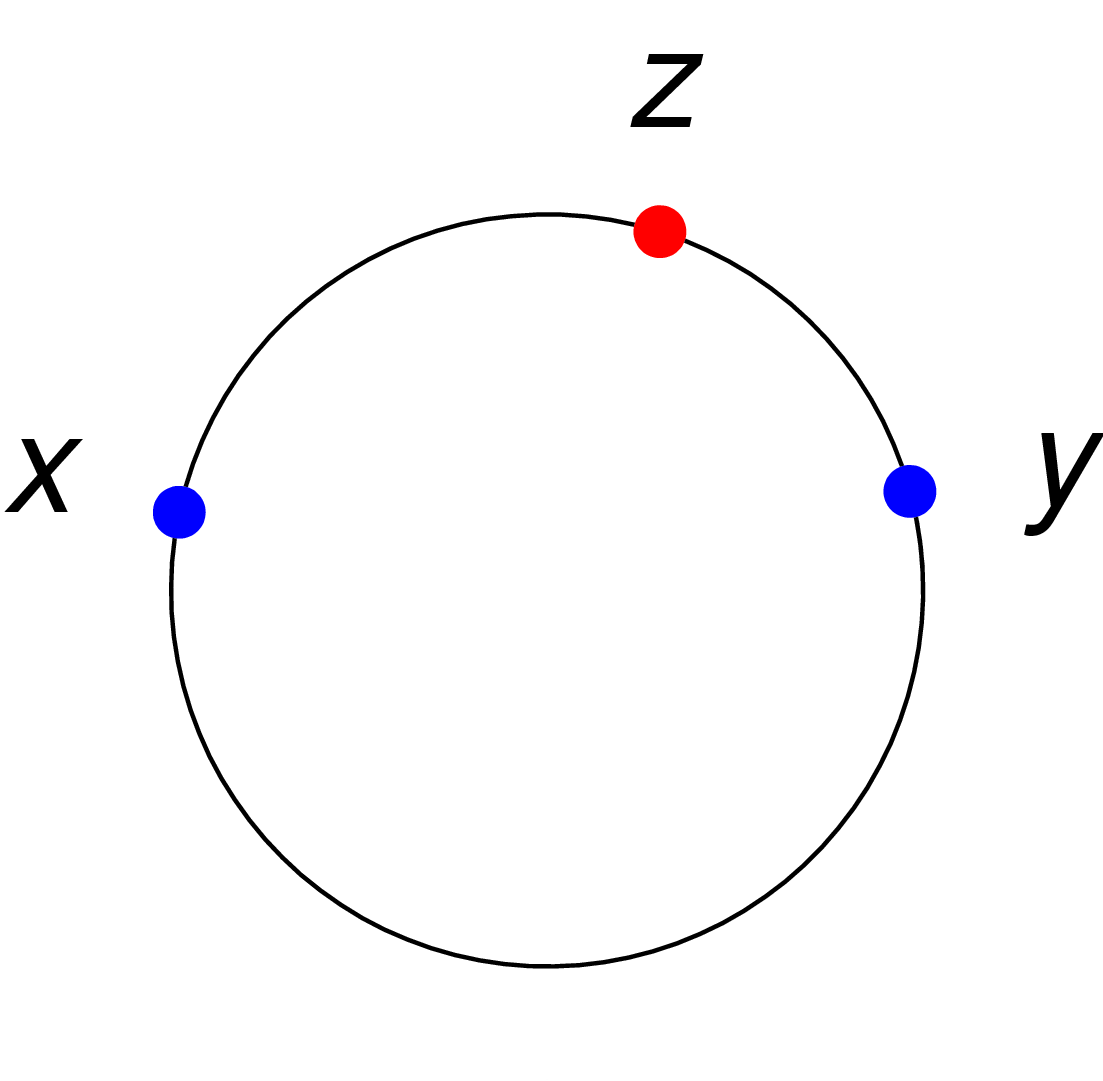
Окружность как выпуклое метрическое пространство

- Любое выпуклое множество в евклидовом пространстве образует выпуклое метрическое пространство с индуцированной евклидовой нормой. i. Для замкнутых множеств верно и обратное: если замкнутое подмножество евклидового пространства вместе с индуцированным расстоянием является выпуклым метрическим пространством, то оно является и выпуклым множеством (это частный случай рассматриваемого ниже более общего утверждения).
- Окружность является выпуклым метрическим пространством, если расстояние между двумя точками определяется как длина кратчайшей дуги, которая соединяет эти точки на окружности.

## Метрические отрезки
Пусть {\displaystyle (X,d)} — произвольное метрическое пространство (не обязательно выпуклое). Подмножество {\displaystyle S\subset X} называется метрическим отрезком между двумя различными точками {\displaystyle x} и {\displaystyle y} в {\displaystyle X,}, если существует числовой отрезок {\displaystyle [a,b]} и изометрическое отображение
{\displaystyle \gamma :[a,b]\to X,}
такое, что {\displaystyle \gamma ([a,b])=S,} {\displaystyle \gamma (a)=x} and {\displaystyle \gamma (b)=y.}
Очевидно, что любая точка этого метрического отрезка {\displaystyle S}, за исключением его «концов» {\displaystyle x} и {\displaystyle y} лежит между {\displaystyle x} и {\displaystyle y.} Как следствие, если в метрическом пространстве {\displaystyle (X,d)} существуют метрические отрезки между любыми двумя различными точками пространства, то оно является выпуклым метрическим пространством.
В общем случае обратное утверждение неверно. Рациональные числа образуют выпуклое метрическое пространство с обычной метрикой, однако не существует ни одного отрезка, который соединяет два рациональных числа и состоит лишь из рациональных чисел. Тем не менее, если {\displaystyle (X,d)} — выпуклое метрическое пространство, и вдобавок полное, можно доказать, что для любых двух точек {\displaystyle x\neq y} в {\displaystyle X} существует соединяющий их метрический отрезок, вообще говоря, не единственный.

## Выпуклые метрические пространства и выпуклые множества
Как было замечено в разделе примеров, замкнутые подмножества евклидова пространства образуют выпуклые метрические пространства тогда и только тогда, когда они являются выпуклыми множествами. Естественно предположить, что выпуклые метрические пространства являются обобщением понятия выпуклости, где линейные отрезки заменены метрическими.
Следует заметить, однако, что метрическая выпуклость, определённая таким образом, лишена одного из самых важных свойств евклидовых выпуклых множеств, а именно выпуклости пересечения двух выпуклых множеств. Действительно, как было указано в разделе примеров, окружность с расстоянием между двумя точками, измеряемое как длина кратчайшей дуги, их соединяющей, образует выпуклое и полное метрическое пространство.
Однако, если {\displaystyle x} и {\displaystyle y} — две точки на окружности, диаметральное противоположные друг к другу, то существует два метрических отрезка, соединяющих их. Эти две дуги метрически выпуклые, но их пересечение {\displaystyle \{x,y\}} не является метрически выпуклым.